# Leoben

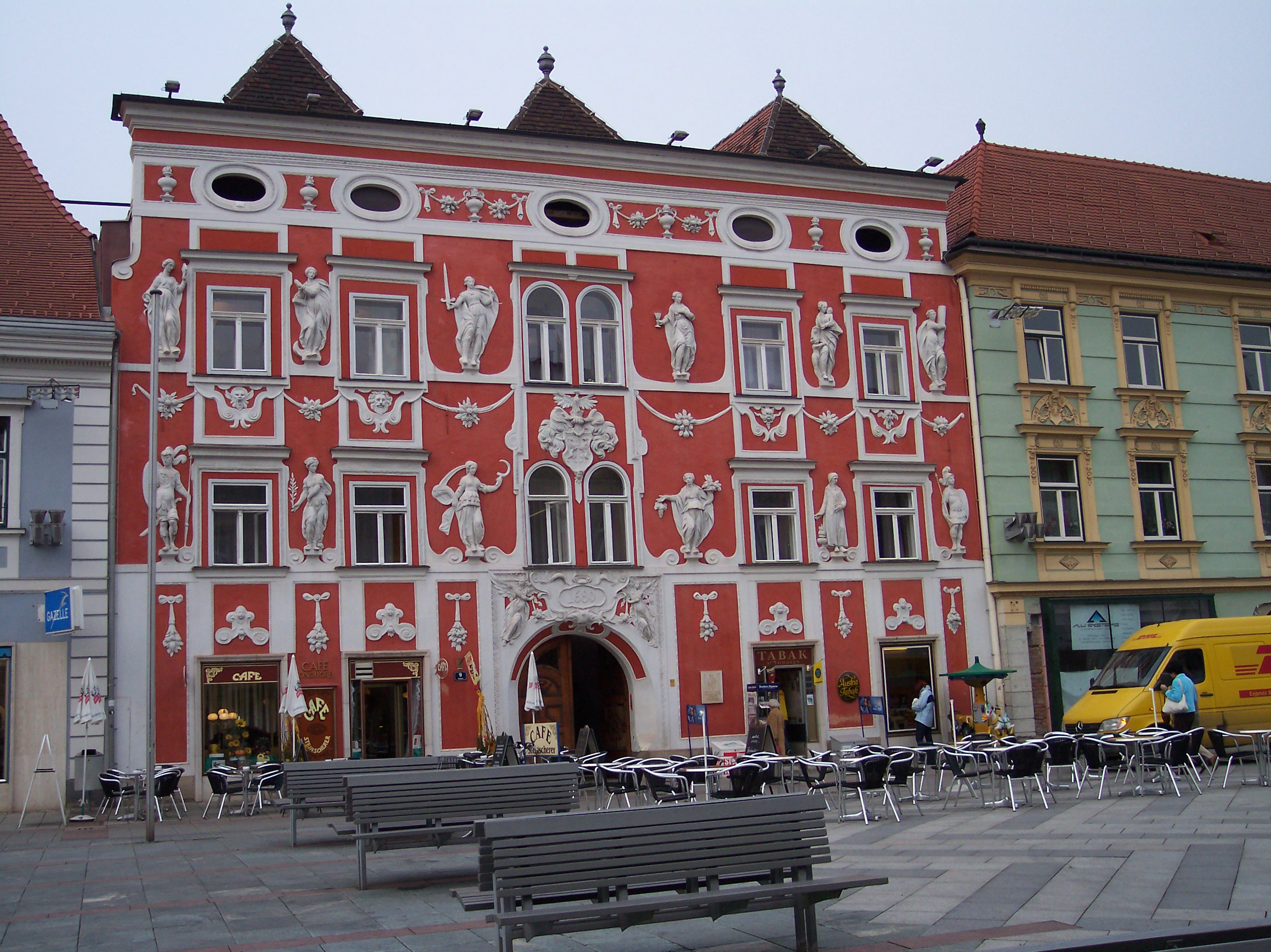
Plaza Mayor: Hacklhaus.

Leoben es la segunda ciudad más grande de Estiria, y el centro económico e industrial del norte de este estado federado de Austria.

## Situación geográfica
Leoben se sitúa en el norte de Estiria, en el valle del río Mura. La ciudad antigua está en la curva de Mura bajo la embocadura de Vordernberger Bach. Al norte de la ciudad está el monte Hochschwab, y al este, las montañas Eisenerzer Alpen.

## Historia
Leoben se menciona primero en 904 con el nombre de Liupina. Luego en 1173 se menciona la localidad como "Forum Liuben" alrededor de la que se llama hoy Jakobskirche. En 1314 ya aparece como un lugar del comercio de hierro, que durante el reinado de Otakar II de Bohemia se convertiría en ciudad. En 1797 aquí hicieron los franceses y austríacos la "Paz Condicional de Leoben". En 1805 los franceses transeúntes ocuparon la ciudad. En el siglo XX un lento desarrollo se inició en la ciudad, pero para hoy se convirtió en uno de los más importantes centros comerciales y económicos de Austria.

## Curiosidades
- Mautturm
- Ayuntamiento antiguo
- Plaza Mayor
- Freimannsturm
- Massenburg
- El monasterio de Göß
- Templo de Santiago
- Templo de San Javier
- Templo de Gustavo Adolfo
- Erzbergbahn

## Leobeneses famosos
- Michael Baumer, pintor
- Günther Freitag, escritor
- Harald Gordon, escritor
- Friedl Holzer-Kjellberg, un conocido diseñador de porcelana
- Roland Linz, futbolista
- Walter Schachner, entrenador de fútbol
- Robert Zeppel-Sperl, pintor
- Martin Weinek, actor

## Ciudades hermanas
- Xuzhou, China

- Datos: Q485294
- Multimedia: Leoben / Q485294